# Partido Nacional Social Checo
El Partido Nacional Social Checo (en checo: Česká strana národně sociální, ČSNS) es un partido político nacionalista cívico de la República Checa. Fue fundado en 1897, separándose del Partido de los Jóvenes Checos como un grupo nominalmente socialista que apoyaba la independencia checa de Austria-Hungría (se oponía a la revolución internacional del Partido Socialdemócrata Checo, que era el principal grupo socialista en la época). Su miembro más conocido fue Edvard Beneš, cofundador de Checoslovaquia y segundo presidente del país.
Pese al nombre similar, el ČSNS nunca se relacionó con el Partido Nacionalsocialista Obrero Alemán y jamás fue antisemita; los nazis formalmente suprimieron el partido y persiguieron a los miembros de este. La mayoría de representantes del partido apoyaron el sionismo israelí y a los refugiados judíos alemanes en la década de 1930. Fue considerado por contemporáneos como un partido de centroizquierda radical-liberal o liberal progresista, como contrapartida al Partido Radical de Francia y el Partido Progresista Alemán en Alemania.

## Historia
El partido fue fundado en 1897 y fue liderado por Václav Klofáč. También tenían un rol importante Jiří Stříbrný y Emil Franke. La plataforma del partido se apoyaba en las tradiciones sociales del husitismo y el taboritismo, pero también en un programa de "colectivización por medio del desarrollo, la superación de la lucha de clases por la disciplina nacional, el renacimiento de la moral y la democracia como las condiciones del socialismo, un poderoso ejército popular, etc."
En 1918 el partido cambió su nombre de Partido Nacional Social Checo al de Partido Socialista Checo, en 1919 al de Partido Socialista Checoslovaco y en 1926 al de Partido Nacionalsocialista Checoslovaco. Edvard Beneš tomó realmente el liderazgo del partido, aunque nominalmente lo lideraba su aliado Václav Klofáč. Jiří Stříbrný y sus seguidores fueron expulsados por desacuerdos con Václav Klofáč y Edvard Beneš. Posteriormente ellos colaboraron con la Comunidad Fascista Nacional y la Democracia Nacional Checoslovaca.
En sus primeros años el partido tenía cierta semejanza con la Asociación Nacional Social de Alemania. A inicios de la década de 1920 el partido era observador de la Internacional Obrera y Socialista, pero nunca fue miembro pleno debido a disputas sobre el internacionalismo. Su principal afiliación internacional en las décadas de 1920 y 1930 era la Entente de Partidos Radicales y Demócratas, una internacional de centroizquierda para partidos democráticos progresistas no marxistas, en la que el partido líder era el Partido Radical Socialista francés; también tenía relaciones con partidos similares como el Narodniks de Alexander Kerensky y el Partido Socialista Popular en Yugoslavia. Durante la Segunda Guerra Mundial el liderazgo exiliado del partido colaboró con el Partido Laborista británico. 
Desde 1921 el partido fue parte de la mayoría de coaliciones de gobierno. Su periódico era el  České slovo. Después de la ocupación alemana de 1938 la mayoría de miembros checos del partido ingresaron en el izquierdista Partido Nacional del Trabajo y una minoría ingresó en el Partido de la Unidad Nacional liderado por Rudolf Beran, mientras que algunos de sus miembros eslovacos ingresaron en el Partido Popular Eslovaco liderado por Jozef Tiso.
Durante la ocupación alemana, el Partido Nacional Social Checoslovaco estaba en el exilio y la mayoría de sus miembros estuvieron activos en la Resistencia checa. Después de 1945 el partido resurgió bajo el liderazgo de Petr Zenkl, como uno de los partidos miembros del Frente Nacional. Cuando Checoslovaquia se convirtió en un estado socialista, en 1948, el partido cambió su nombre a Partido Socialista Checoslovaco y los miembros anticomunistas fueron expulsados por supuestas simpatías fascistas. En el exilio, Petr Zenkl lideró el Concejo de la Checoslovaquia Libre en Londres.
Durante la Revolución de terciopelo de 1989, una parte significativa del partido participó en la creación del Foro Cívico. Después del retorno de la democracia en 1989, el Frente Nacional fue abolido; el partido en 1993 se renombró a sí mismo el Partido Liberal Nacional Social (Liberální strana národně sociální), pero no pudo obtener ningún apoyo significativo y fue reducido al estatus de partido menor. Quedó fuera del parlamento federal en las elecciones parlamentarias de 1990. En 1992 el partido se unió a la Unión Liberal-Social y logró ganar algunos escaños en el parlamento. Después de la disolución de Checoslovaquia, con su apoyo por debajo del 5% requerido para tener escaños en el parlamento, se fusionó con los Demócratas Libres para formar el partido Demócratas Libres-Partido Liberal Nacional Social. Sin embargo, en las elecciones de 1996 su apoyo bajó a un 2,1% y quedó fuera del parlamento.
Después de las elecciones de 1996 el partido se dividió y en 1997 se cambió el nombre a Partido Nacional Social Checo. Después de haber caído en el porcentaje electoral requerido para entrar al parlamento y a causa de las deudas financieras, el partido casi ha desaparecido. Karel Schwarzenberg y Mirek Topolánek dijeron que el Partido Democrático Cívico es considerado el sucesor del Partido Nacional Social Checoslovaco de la época preguerra.

## Presidentes del partido
- Alois Simonides, Josef Klečák (1897)
- František Kváča (1897 - 1898)
- Václav Klofáč (1898 - 1914, 1918 - 1938)
- Petr Zenkl (17 de mayo de 1945 - 24 de febrero de 1948)
- Emanuel Šlechta (1948 - 1960)
- Alois Neuman (1960 - 1968)
- Bohuslav Kučera (1968 - 1989)
- Jan Škoda (1989 - 1990)
- Jiří Vyvadil ( 1990 - 1991)
- Petr Zenkl (1948 - 1975)
- Mojmír Povolný (1975 - 1991)
- Ladislav Dvořák (13 de enero de 1991 - 30 de mayo de 1993)
- Pavel Hirš (30 de mayo de 1993 - 28 de mayo de 1995)
- Vavřinec Bodenlos (28 de mayo de 1995,  22 de junio de 1996)
- Jiří Dienstbier (3 de diciembre de 1995 - 30 de noviembre de 1996)
- Tomáš Sokol (30 de noviembre de 1996 - septiembre de 1997)
- Miroslav Tampír (20 de septiembre de 1997 - 25 de octubre de 1998)
- Jan Šula (25 de octubre de 1998 - 22 de junio de 2002)
- Jaroslav Rovný (20 de julio de 2002 - 3 de noviembre de 2012)
- Michal Klusáček (3 de noviembre de2012 -)

## Cambios de nombre
| Nombre | Año         |
| --- | ----------- |
| Partido de los Trabajadores Nacionales Checoslavónicos (en checo: Strana národního dělnictva českoslovanského)         | 1897 - 1898 |
| Partido Nacional Social Checo (en checo: Česká strana národně sociální)                                                | 1898 - 1918 |
| Partido Socialista Checo (en checo: Česká strana socialistická)                                                        | 1918 - 1919 |
| Partido Socialista Checoslovaco (en checo: Československá strana socialistická)                                        | 1919 - 1926 |
| Partido Nacional Socialista Checoslovaco (en checo: Československá strana národně socialistická)                       | 1926 - 1948 |
| Partido Socialista Checoslovaco (en checo: Československá strana socialistická)                                        | 1948 - 1993 |
| Partido Liberal Social Nacional (en checo: Liberální strana národně sociální)                                          | 1993 - 1995 |
| Demócratas Libres - Partido Liberal Social Nacional (en checo: Svobodní demokraté – Liberální strana národně sociální) | 1995 - 1997 |
| Partido Nacional Social Checo (en checo: Česká strana národně sociální)                                                | Desde 1997  |

## Resultados electorales

### Consejo Imperial (Cisleitania)
| Fecha     | Votos        | %    | Diputados | +/- | Estatus   |
| --------- | ------------ | ---- | --------- | --- | --------- |
| 1900-1901 | 5.404 (#16)  | 0,50 | 5/425     |     | Oposición |
| 1907      | 75.101 (#18) | 1,63 | 6/516     | 1   | Oposición |
| 1911      | 95.901 (#12) | 2,11 | 13/516    | 7   | Oposición |

### Cámara de Diputados de Checoslovaquia
| Fecha | Votos                          | %                              | Diputados | +/-         | Estatus            |
| ----- | ------------------------------ | ------------------------------ | --------- | ----------- | ------------------ |
| 1920  | 500.821 (#5)                   | 8,08                           | 24/300    | 7           | Coalición          |
| 1925a | 609.915 (#5)                   | 8,58                           | 28/300    | 4           | Oposición          |
| 1929  | 767.328 (#3)                   | 10,40                          | 32/300    | 4           | Coalición          |
| 1935  | 755.872 (#5)                   | 9,20                           | 28/300    | 4           | Coalición          |
| 1946  | 1.111.109 (#2)                 | 18,37                          | 55/300    | 27          | Coalición          |
| 1948  | como parte del Frente Nacional | como parte del Frente Nacional | 23/300    | 32          | Gobierno           |
| 1954  | como parte del Frente Nacional | como parte del Frente Nacional | 20/368    | 3           | Gobierno           |
| 1960  | como parte del Frente Nacional | como parte del Frente Nacional | 19/300    | 1           | Gobierno           |
| 1964  | como parte del Frente Nacional | como parte del Frente Nacional | 24/300    | 5           | Gobierno           |
| 1971  | como parte del Frente Nacional | como parte del Frente Nacional | 20/200    | 4           | Gobierno           |
| 1976  | como parte del Frente Nacional | como parte del Frente Nacional | 17/200    | 3           | Gobierno           |
| 1981  | como parte del Frente Nacional | como parte del Frente Nacional | 18/200    | 1           | Gobierno           |
| 1986  | como parte del Frente Nacional | como parte del Frente Nacional | 18/200    | Sin cambios | Gobierno           |
| 1990  | 201.532 (#12)                  | 1,90                           | 0/150     | 18          | Extraparlamentario |
| 1992b | 378.962 (#8)                   | 4,00                           | 1/150     | 1           | Oposición          |

a En coalición con el Partido Laborista Cárpato-Ruso.
b Dentro de la Unión Social-Liberal.

### Cámara de Diputados de la República Checa
| Fecha | Votos        | %    | Diputados | +/- | Estatus            |
| ----- | ------------ | ---- | --------- | --- | ------------------ |
| 1990  | 192.922 (#8) | 2,68 | 0/200     |     | Extraparlamentario |
| 1992b | 421.988 (#4) | 6,52 | 16/200    | 16  | Oposición          |
| 1996  | 124.165 (#9) | 2,05 | 0/200     | 16  | Extraparlamentario |
| 1998  | 17.185 (#12) | 0,29 | 0/200     |     | Extraparlamentario |
| 2002  | 38.655 (#10) | 0,81 | 0/200     |     | Extraparlamentario |
| 2006  | 1.387 (#20)  | 0,03 | 0/200     |     | Extraparlamentario |
| 2010  | 295 (#24)    | 0,01 | 0/200     |     | Extraparlamentario |

b Dentro de la Unión Social-Liberal.